# Cornelia de bello Antiochi
Cornelia de bello Antiochi va ser una llei romana establerta a proposta dels cònsols Publi Corneli Escipió Nasica i Mani Acili Glabrió l'any 562 de la fundació de Roma (191 aC), que declarava la guerra a Antíoc III el Gran, el rei dels selèucides de Síria.